# قلعه یامازاکی

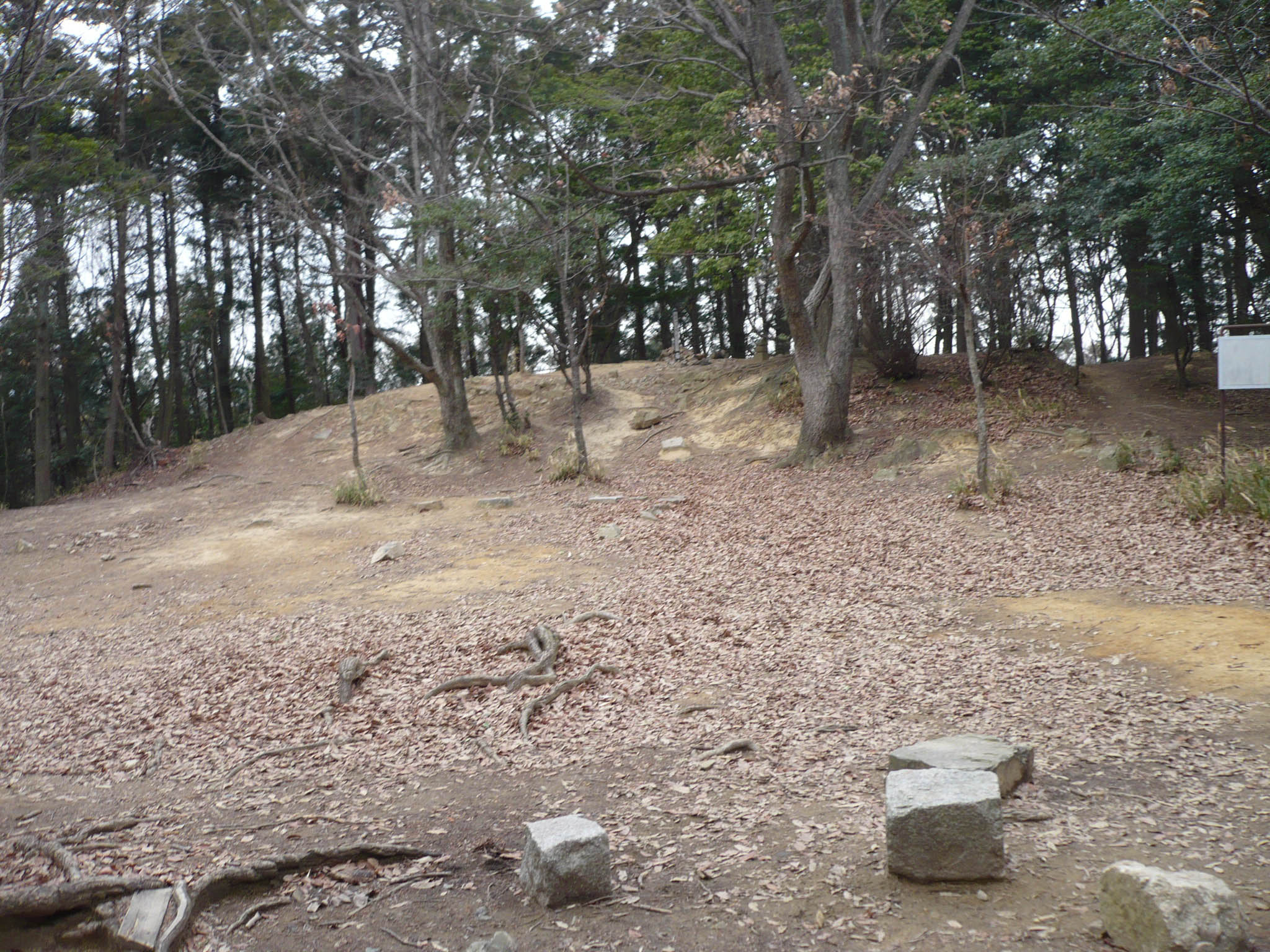

قلعه یامازاکی (به ژاپنی: 山崎城) باقیمانده‌ای از یک قلعه در اویامازاکی، شهرستان اوتوکونی، کیوتو، استان کیوتو، ژاپن است. این قلعه پس از نبرد یامازاکی و تا ساخته شدن قلعه اوساکا مقر تویوتومی هیده‌یوشی بوده‌است. اعتقاد بر این است که هیده‌یوشی از معبد هوشو در پای کوه نیز استفاده می‌کرده‌است.
در گردهمایی کیوسو، قلعه ناگاهاما به شیباتا کاتسوایه منتقل شد و قبل از ساخت این قلعه هیده‌یوشی فقط قلعه هیمه‌جی را در اختیار داشت.